# Lúka
Lúka (ungarisch Vágluka) ist eine Gemeinde im Westen der Slowakei mit 734 Einwohnern (Stand 31. Dezember 2024), die zum Okres Nové Mesto nad Váhom, einem Teil des Trenčiansky kraj gehört.

## Geographie

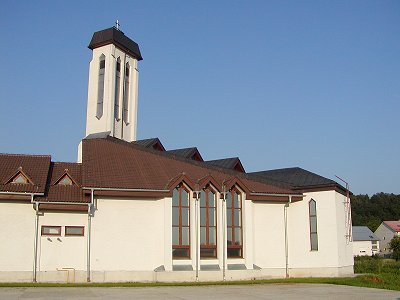
Moderne Kirche in Lúka

Die Gemeinde befindet sich am Übergang von einem Ausläufer des slowakischen Donautieflands ins Gebirge Považský Inovec, am linken Ufer der Waag. Die Höhe im 17,4 km² großen Gemeindegebiet variiert von 167 m n.m. bis 688 m n.m. Das Ortszentrum liegt auf einer Höhe von 198 m n.m. und ist 12 Kilometer von Piešťany sowie 17 Kilometer von Nové Mesto nad Váhom entfernt.
Oberhalb des Ortes liegt eine reiche Mineralwasser-Quelle namens Matúšov prameň.

## Geschichte
Lúka wurde zum ersten Mal 1246 als Rethy, dann 1263 als Luka schriftlich erwähnt und gehörte zum Herrschaftsgut der Burg Tematín. Haupteinnahmequellen waren Landwirtschaft, Weinbau und Töpferei. 1828 sind 99 Häuser und 693 Einwohner verzeichnet.

## Bevölkerung
| Jahr                | 1994 | 2004    | 2014     | 2024     |
| ------------------- | ---- | ------- | -------- | -------- |
| Anzahl der Personen | 553  | 577     | 657      | 734      |
| Unterschied         |      | +4,33 % | +13,86 % | +11,71 % |

| Jahr                | 2023 | 2024    |
| ------------------- | ---- | ------- |
| Anzahl der Personen | 723  | 734     |
| Unterschied         |      | +1,52 % |

Ergebnisse nach der Volkszählung 2001 (554 Einwohner):
| Nach Ethnie: - 99,28 % Slowaken - 0,18 % Tschechen | Nach Konfession: - 79,42 % römisch-katholisch - 12,82 % evangelisch - 5,42 % konfessionslos - 1,44 % keine Angabe |

## Sehenswürdigkeiten
- Ruinen der Burg Tematín oberhalb der Gemeinde, im 13. Jahrhundert errichtet, nach 1710 verlassen
- moderne römisch-katholische Kirche der Siebenschmerzen Maria, 2006 geweiht
- festungsähnliches Landschloss im Spätrenaissance-Stil, 1674 erbaut
- Magdalenenkapelle im Landschloss-Park